# Café de Rick
El Café de Rick (Rick's Cafe Americain en inglés) era el cabaret ficticio que aparece en la película Casablanca, que aunque se rodó íntegramente en Hollywood, todo el mundo creyó que se filmó en Marruecos; tanto es así que se llenaba de turistas que querían tomarse un trago en el bar de Rick, que no existía. Por eso el municipio tuvo que construir dos bares frente a la plaza: el bar de Rick y el Blue Parrot, para que los turistas se fueran satisfechos. No obstante, preguntando en el local, el personal asegura que es el auténtico Rick's Café de la película, aunque se escenificó su ambiente en un estudio de Hollywood, donde finalmente se rodó.
En la película, estaba regentado por Rick Blaine (Humphrey Bogart), un estadounidense cínico y amargado, expatriado por causas desconocidas, que administra el local nocturno más popular de Casablanca (Marruecos). Éste es un lugar exclusivo y un antro de juego que atrae una clientela variada: gente de la Francia de Vichy, oficiales de la Alemania nazi, asilados políticos y ladrones.
En la actualidad el Rick's Café, en Casablanca, existe y está decorado como el de la película. Propiedad de la empresa The Usual Suspects S.A., este edificio de Casablanca se describe generalmente como el auténtico Café de Rick.
Es un restaurante, bar y cafetería ubicado en la ciudad de Casablanca, Marruecos. 
Abierto el 1 de marzo de 2004, fue diseñado para recrear el bar que se hizo famoso por Humphrey Bogart e Ingrid Bergman en la clásica película Casablanca. 
Ubicado en una antigua mansión, construido en las paredes de la antigua Medina de Casablanca, el restaurante - piano bar está lleno de detalles arquitectónicos y decorativos que recuerdan a la película: arcadas curvas, una barra tallada, balcones, barandillas, así como cuentas de bronce estarcido y luminoso que proyectan las sombras de las plantas en las paredes blancas. Hay un auténtico piano Pleyel de la década de los 30 y As Time Goes By es una petición común a la pianista en la casa.

## Arquitectura y decoración
Rick's Café de Casablanca fue desarrollado por Kathy Kriger, un exdiplomático estadounidense en Marruecos. El restaurante está ubicado en una mansión tradicional marroquí con un gran patio central o Riad Marroquí, construida en 1930. La ubicación del terreno permite tres fachadas: una característica puerta de entrada con pesadas puertas de madera como en la película, una fachada orientada hacia el puerto que mira hacia el Atlántico, y un estrecho callejón sin salida que era la antigua entrada principal, pero ahora es la entrada de servicio. 
Debido a la antigüedad de la estructura y la proximidad al mar, la mansión fue totalmente restaurada y renovada. El arquitecto/diseñador americano Bill Willis concibió los detalles decorativos y arquitectónicos y mejoró los arcos y barandillas para evocar la película "Casablanca". Un complejo entramado de suelo de latón antiguo y lámparas de mesa con cortinas metálicas con cuentas ensartadas emiten dramáticos efectos de iluminación, y en cada mesa reposa una lámpara de bronce especialmente diseñadas por Bill Willis. Pantallas de madera tallada y con incrustaciones, mesas y sillas de Siria añaden toques decorativos recordando los muebles de la película. 
Además de la representación fiel de la decoración de Casablanca, hoy Rick's Café está lleno de azulejos, baldosas y madera que representa el trabajo de la industria artesanal de Marruecos. Las chimeneas son de mármol tallado o pintado con intrincados azulejos patrones de mosaicos acentuando las chimeneas y las bandas de la escalera central. Tadelakt en colores apagados cubren las paredes en todo el restaurante, y los suelos hechos a mano con azulejos de terracota.

## Alimentación
Selecciones de alimentos en el Café de Rick, aprovechan la abundancia de marisco en Marruecos. El menú ofrece una amplia selección de pescados tradicionales de la Sole Meuniere y John Dory con una costra de pimienta negra, vino blanco y tomillo. Filetes, foie gras, ensalada de queso de cabra con higos frescos y un cangrejo Louis americano se encuentran entre las selecciones de la cena. Tarta de queso de Rick y los brownies figuran en la carta de postres, junto con las presentaciones más exóticas destacan las frutas frescas locales. Los favoritos populares en el almuerzo, como Chile con carne y las hamburguesas estadounidenses están disponibles junto con "la pesca del día" y un tajine marroquí. La barbacoa en la terraza de la azotea, "La Pérgola" ofrece una amplia gama de elementos de parrillada mixta para asados de gallina y carne de pez espada.

## Música
Issam Chabaa toca el piano todas las noches de martes a domingo, de un repertorio de temas que recuerda a los 40's y 50's, incluyendo canciones clásicas francesas, españolas y brasileñas, junto con los favoritos del público como Summertime, The Lady is a Tramp, Blue Moon y el inevitable As Time Goes By (varias veces por noche). Los domingos por la noche está programada una Jam session, donde los músicos pasan por la ciudad, y los aficionados locales se unen Issam para la improvisación de jazz. Entre los conjuntos y en el almuerzo una banda sonora ofrece música de fondo con temas de grandes grupos.

## Horario
El restaurante está abierto para el almuerzo desde las 12:00 del mediodía hasta las 3 de la tarde y, para la cena, desde las 6:30 de la tarde hasta la 1 de la mañana, incluyendo los días festivos y el mes de Ramadán.